# Хотовиця
Хото́виця — село в Україні, у Вишнівецькій селищній громаді Кременецького району Тернопільської області. До 2015 підпорядковане Млинівецькій сільраді. До Хотовиці приєднано хутір Балашівка.
Від вересня 2015 року ввійшло у склад Вишнівецької селищної громади. Розташоване на півдні району.
Населення — 343 особи (2007).

## Історія
Перша писемна згадка — 18 листопада 1593 року в актовій книзі Кременецького земського суду.. Від прізвища перших власників, ймовірно,  походить і назва села. Проте територія села заселена значно раніше, про що свідчать знахідки археологічних пам'яток доби пізнього палеоліту, черняхівської та давньоруської культур.
Парафіяльна дерев'яна хотовицька церква святих Безсрібників Косми і Даміана збудована у 1764 році (помилковою датою називали 1733 рік, також вказують ХІХ ст.) коштом парафіян.
 Від 1921 року село увійшло до Новоолексинецької гміни Кременецького повіту Волинського воєводства. В селі працювала 4-річна повшехна (народна) школа  в якій у 1933 році навчалося 86 учнів.
На 1936 рік село входило до ґміни Старий Олексинець Кременецького повіту.
До Червоної Армії було мобілізовано біля 70 чоловік, з яких багато загинуло на фронтах, зокрема "Книзі пам'яті України. Тернопільська область. Т.2, стор 261—264 таких згадано 30 чол.
Із активних учасників УПА — Яблонський Дем'ян, Генсіцький Іван, Гавронська Ганна.
В грудні 1947 року було створено колгосп імені маршала Тимошенка.
В 1954 році в результаті укрупнення колгоспів разом з селами Млинівці та Бакоти село увійшло до колгоспу ім. Шевченка. Була створена і об'єднана Млинівецька сільська рада. В зв'язку з проведення адміністративно-територіальних змін у 1962 році було ліквідовано Почаївський район і село увійшло до Кременецького району.
12 червня 2020 року, відповідно до Розпорядження Кабінету Міністрів України від  № 724-р «Про визначення адміністративних центрів та затвердження територій територіальних громад Тернопільської області», село увійшло до складу Вишнівецької селищної громади.
19 липня 2020 року, в результаті адміністративно-територіальної реформи та ліквідації Збаразького району, село увійшло до складу новоутвореного Кременецького району.

## Населення
За даними перепису населення 2001 року мовний склад населення села був таким:
| Мова       | Число осіб | Відсоток |
| ---------- | ---------- | -------- |
| українська |            | 99,71    |
| російська  |            | 0,29     |

## Пам'ятки
В селі є дерев'яна церква Кузьми і Дем'яна, побудована в ХІХ столітті, капличка.

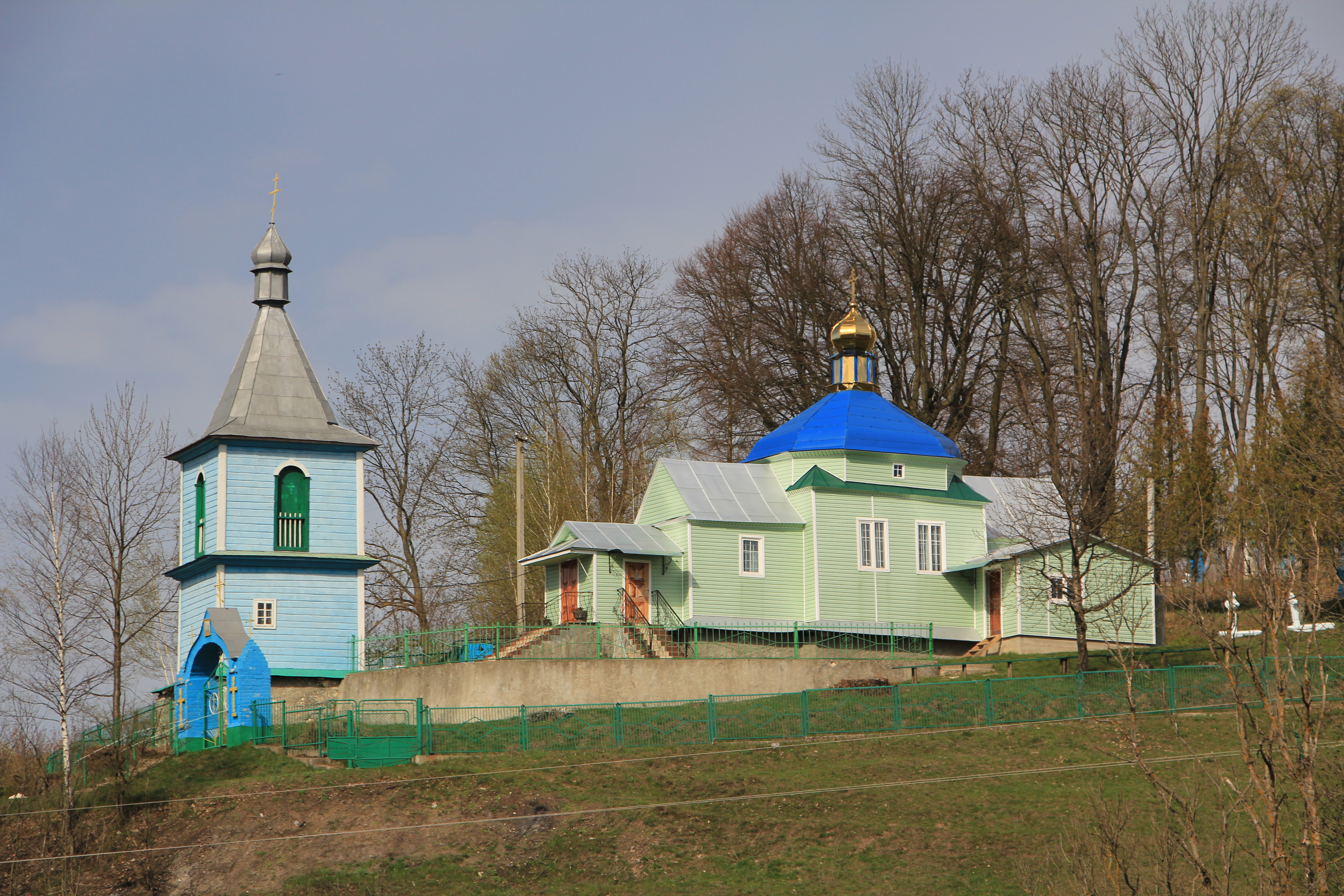
Дерев'яна церква

## Соціальна сфера
Діють ФАП, торговельний заклад.

## Відомі люди

### Народилися
- українська архітекторка Бай Світлана Петрівна.
- Подворняк  Михайло (04.12.1908 — помер 27.05.1994 у Вінніпезі, Канада) — український письменник, перекладач, релігійний діяч. Редагував євангелістський журнал у Польщі, в роки війни був вивезений на примусові роботи в Німеччину. У 1949 році емігрував до Канади, де редагував релігійні журнали, а також «Літопис Волині», видання Інституту Волині. Автор більше 20 книг прози та поезій, спогадів, перекладів.

## Галерея

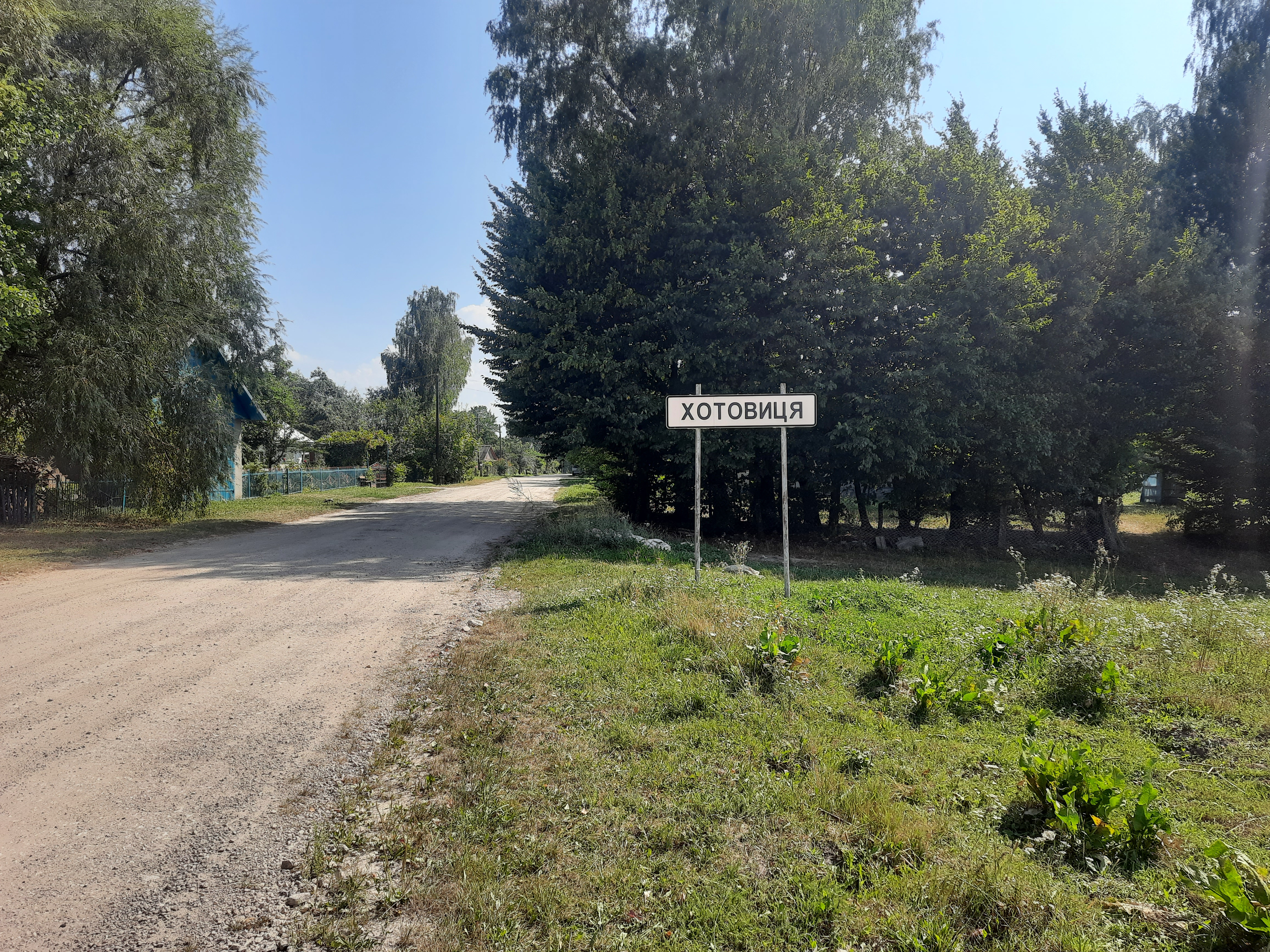
Дорожній знак при в'їзді в село
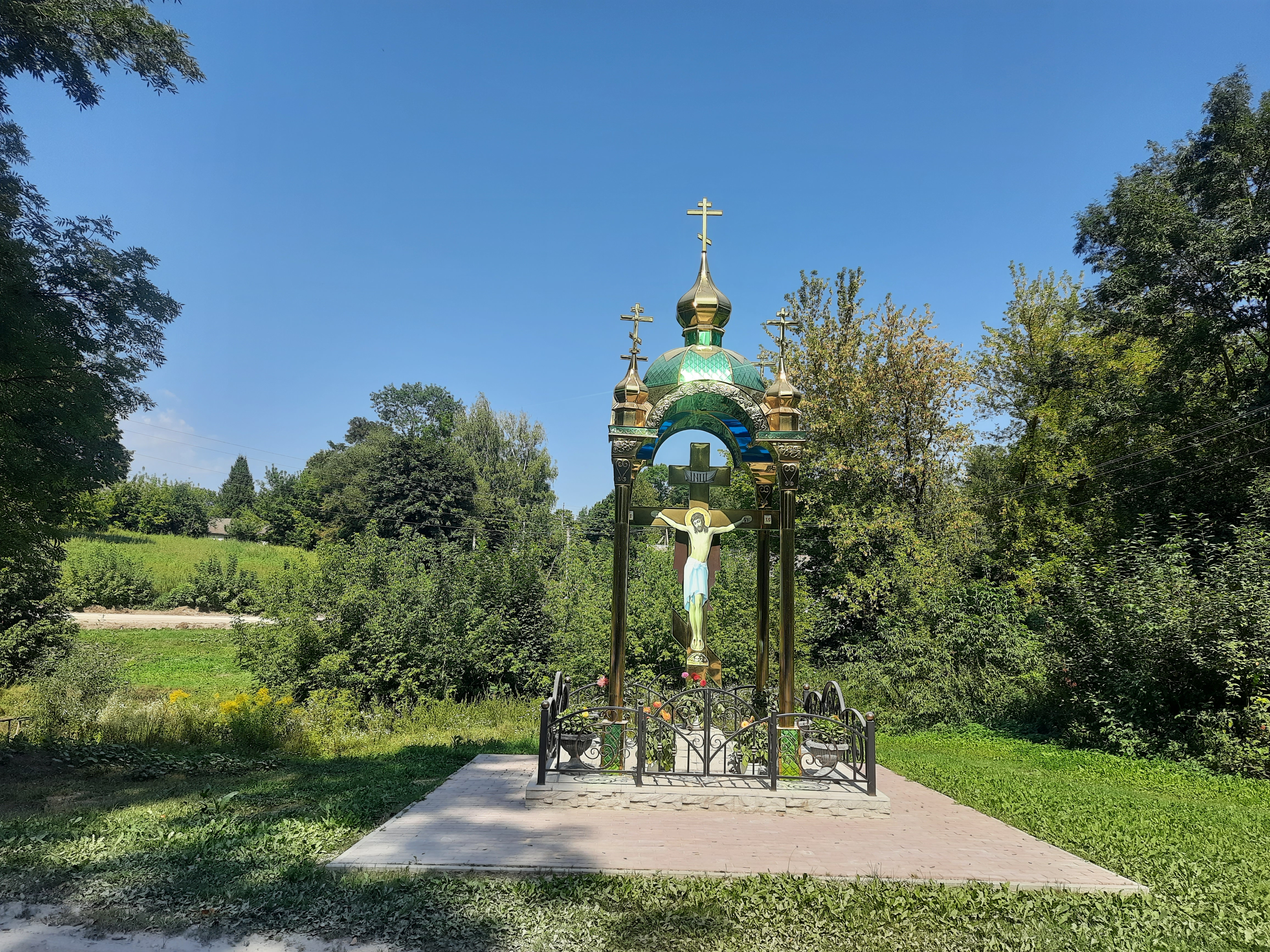
Капличка
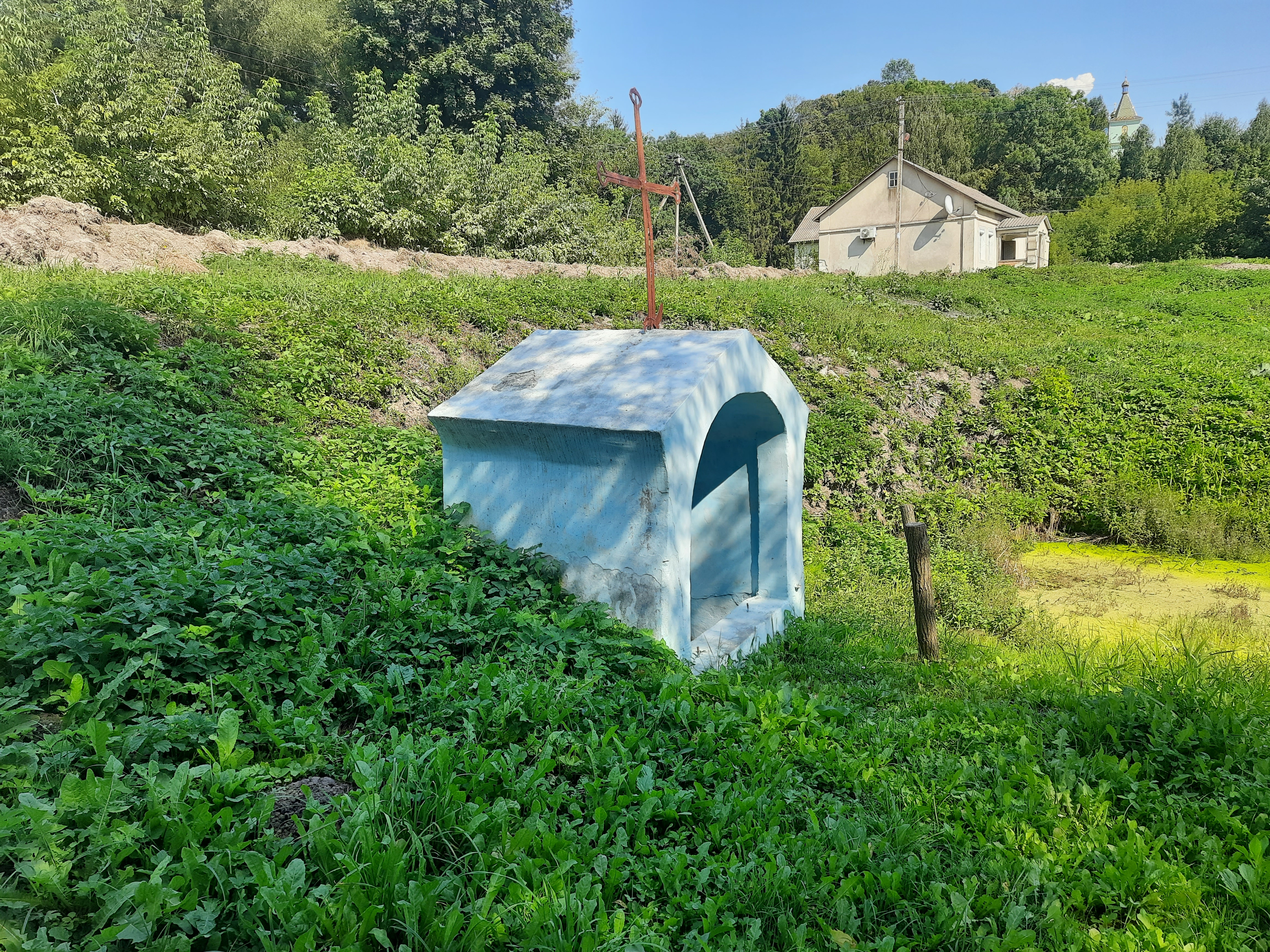
Джерело